# Scheldeprijs 2024
L'Scheldeprijs 2024 va ser la 112a edició del Scheldeprijs. Es disputà el 3 d'abril de 2024 sobre un recorregut de 205,3 km amb sortida a Terneuzen i arribada a Schoten. La cursa formà part de l'UCI ProSeries 2024 amb una categoria 1.Pro.
El vencedor final fou el belga Tim Merlier (Soudal Quick-Step), que s'imposà a l'esprint al belga Jasper Philipsen (Alpecin-Deceuninck) i al neerlandès Dylan Groenewegen (Team Jayco AlUla), segon i tercer respectivament.

## Equips
L'organització va convidar a 22 equips a disputar la cursa: onze de categoria WorldTeam, nou ProTeams i dos equips continentals.
| WorldTeams (11)- Alpecin-Deceuninck - Arkéa-B&B Hotels - Astana Qazaqstan Team - Bora-Hansgrohe - Cofidis - Intermarché-Wanty - Lidl-Trek - Soudal Quick-Step - Team dsm-firmenich PostNL - Team Jayco AlUla - UAE Team Emirates ProTeams (9)- Bingoal WB - Israel-Premier Tech - Lotto Dstny - Q36.5 Pro Cycling Team - TDT-Unibet - Team Flanders-Baloise - TotalEnergies - Tudor Pro Cycling Team - Uno-X Mobility Equips continentals (2)- BEAT Cycling - Tarteletto-Isorex |
| |

## Classificació final
| \| Classificació general \| Classificació general \| Classificació general \| Classificació general \| Classificació general \| \| Corredor \| Corredor \| Equip \| Temps \| \| \| --------------------- \| --------------------- \| ---------------------- \| --------------------- \| --------------------- \| \| 1r \| Tim Merlier \| Soudal Quick-Step \| 4h 17' 04" \| \| \| 2n \| Jasper Philipsen \| Alpecin-Deceuninck \| + 0" \| \| \| 3r \| Dylan Groenewegen \| Team Jayco AlUla \| + 0" \| \| \| 4t \| Cees Bol \| Astana Qazaqstan Team \| + 0" \| \| \| 5è \| Hugo Hofstetter \| Israel-Premier Tech \| + 0" \| \| \| 6è \| Søren Wærenskjold \| Uno-X Mobility \| + 0" \| \| \| 7è \| Sam Welsford \| Bora-Hansgrohe \| + 0" \| \| \| 8è \| Matteo Moschetti \| Q36.5 Pro Cycling Team \| + 0" \| \| \| 9è \| Madis Mihkels \| Intermarché-Wanty \| + 0" \| \| \| 10è \| Matteo Trentin \| Tudor Pro Cycling Team \| + 0" \| \| |                   |                        |            |
| |                   |                        |            |
| Font: ProCyclingStats |                   |                        |            |
| Classificació general |                   |                        |            |
| Corredor | Corredor          | Equip                  | Temps      |
| 1r | Tim Merlier       | Soudal Quick-Step      | 4h 17' 04" |
| 2n | Jasper Philipsen  | Alpecin-Deceuninck     | + 0"       |
| 3r | Dylan Groenewegen | Team Jayco AlUla       | + 0"       |
| 4t | Cees Bol          | Astana Qazaqstan Team  | + 0"       |
| 5è | Hugo Hofstetter   | Israel-Premier Tech    | + 0"       |
| 6è | Søren Wærenskjold | Uno-X Mobility         | + 0"       |
| 7è | Sam Welsford      | Bora-Hansgrohe         | + 0"       |
| 8è | Matteo Moschetti  | Q36.5 Pro Cycling Team | + 0"       |
| 9è | Madis Mihkels     | Intermarché-Wanty      | + 0"       |
| 10è | Matteo Trentin    | Tudor Pro Cycling Team | + 0"       |

## Llista de participants
| Alpecin-Deceuninck ADC | Alpecin-Deceuninck ADC  | Alpecin-Deceuninck ADC |
| ---------------------- | ----------------------- | ---------------------- |
| Núm                    | Ciclista                | Pos                    |
| 1                      | Jasper Philipsen (BEL)  | 2n                     |
| 2                      | Simon Dehairs (BEL)     | 27è                    |
| 3                      | Robbe Ghys (BEL)        | 132è                   |
| 4                      | Kaden Groves (AUS)      | 107è                   |
| 5                      | Edward Planckaert (BEL) | 84è                    |
| 6                      | Senne Leysen (BEL)      | 99è                    |
| 7                      | Ramon Sinkeldam (NED)   | 83è                    |

| Soudal Quick-Step SOQ | Soudal Quick-Step SOQ    | Soudal Quick-Step SOQ |
| --------------------- | ------------------------ | --------------------- |
| Núm                   | Ciclista                 | Pos                   |
| 11                    | Tim Merlier (BEL)        | 1r                    |
| 12                    | Gianni Moscon (ITA)      | 44è                   |
| 13                    | Casper Pedersen (DEN)    | 97è                   |
| 14                    | Luke Lamperti (USA)      | 42è                   |
| 15                    | Bert Van Lerberghe (BEL) | 36è                   |
| 16                    | Warre Vangheluwe (BEL)   | 135è                  |
| 17                    | Jordi Warlop (BEL)       | 103è                  |

| Intermarché-Wanty IWA | Intermarché-Wanty IWA                | Intermarché-Wanty IWA |
| --------------------- | ------------------------------------ | --------------------- |
| Núm                   | Ciclista                             | Pos                   |
| 21                    | Gerben Thijssen (BEL)                | DNF                   |
| 22                    | Huub Artz (NED)                      | 22è                   |
| 23                    | Madis Mihkels (EST)                  | 9è                    |
| 24                    | Arne Marit (BEL)                     | DNF                   |
| 25                    | Baptiste Planckaert (BEL)            | 95è                   |
| 26                    | Gijs Van Hoecke (BEL)                | 57è                   |
| 27                    | Roel Daan van Sintmaartensdijk (NED) | 60è                   |

| Arkéa-B&B Hotels ARK | Arkéa-B&B Hotels ARK   | Arkéa-B&B Hotels ARK |
| -------------------- | ---------------------- | -------------------- |
| Núm                  | Ciclista               | Pos                  |
| 31                   | Luca Mozzato (ITA)     | 17è                  |
| 32                   | Jenthe Biermans (BEL)  | 35è                  |
| 33                   | Donavan Grondin (FRA)  | 37è                  |
| 34                   | Lucas Janssen (NED)    | 59è                  |
| 35                   | Daniel McLay (GBR)     | 19è                  |
| 36                   | Florian Sénéchal (FRA) | NP                   |
| 37                   | Miles Scotson (AUS)    | 110è                 |

| Bora-Hansgrohe BOH | Bora-Hansgrohe BOH     | Bora-Hansgrohe BOH |
| ------------------ | ---------------------- | ------------------ |
| Núm                | Ciclista               | Pos                |
| 41                 | Sam Welsford (AUS)     | 7è                 |
| 42                 | Nico Denz (GER)        | 113è               |
| 43                 | Marco Haller (AUT)     | 119è               |
| 44                 | Emil Herzog (GER)      | 137è               |
| 45                 | Filip Maciejuk (POL)   | 89è                |
| 46                 | Ryan Mullen (IRL)      | 114è               |
| 47                 | Danny van Poppel (NED) | 25è                |

| Cofidis COF | Cofidis COF                 | Cofidis COF |
| ----------- | --------------------------- | ----------- |
| Núm         | Ciclista                    | Pos         |
| 51          | Stanisław Aniołkowski (POL) | 28è         |
| 52          | Piet Allegaert (BEL)        | 11è         |
| 53          | Aimé De Gendt (BEL)         | 104è        |
| 55          | Christophe Noppe (BEL)      | 78è         |
| 56          | Alexis Renard (FRA)         | 33è         |
| 57          | Ludovic Robeet (BEL)        | 127è        |

| Lidl-Trek LTK | Lidl-Trek LTK              | Lidl-Trek LTK |
| ------------- | -------------------------- | ------------- |
| Núm           | Ciclista                   | Pos           |
| 61            | Edward Theuns (BEL)        | 21è           |
| 62            | Tim Declercq (BEL)         | 93è           |
| 63            | Jakob Söderqvist (SWE)     | 120è          |
| 64            | Daan Hoole (NED)           | 111è          |
| 65            | Tim Torn Teutenberg (GER)  | 32è           |
| 66            | Mathias Vacek (CZE) (ruta) | 90è           |
| 67            | Otto Vergaerde (BEL)       | 91è           |

| Team dsm-firmenich PostNL DFP | Team dsm-firmenich PostNL DFP | Team dsm-firmenich PostNL DFP |
| ----------------------------- | ----------------------------- | ----------------------------- |
| Núm                           | Ciclista                      | Pos                           |
| 71                            | Casper van Uden (NED)         | 18è                           |
| 72                            | Pavel Bittner (CZE)           | 94è                           |
| 73                            | Benjamin Peatfield (GBR)      | 73è                           |
| 74                            | Niklas Märkl (GER)            | 46è                           |
| 75                            | Tim Naberman (NED)            | 124è                          |
| 76                            | Frank Aron Ragilo (EST)       | 77è                           |
| 77                            | Bram Welten (NED)             | 71è                           |

| Team Jayco AlUla JAY | Team Jayco AlUla JAY        | Team Jayco AlUla JAY |
| -------------------- | --------------------------- | -------------------- |
| Núm                  | Ciclista                    | Pos                  |
| 81                   | Dylan Groenewegen (NED)     | 3r                   |
| 82                   | Amund Grøndahl Jansen (NOR) | DNF                  |
| 83                   | Luka Mezgec (SLO)           | 26è                  |
| 84                   | Kelland O'Brien (AUS)       | 126è                 |
| 85                   | Blake Quick (AUS)           | 39è                  |
| 86                   | Elmar Reinders (NED)        | 50è                  |
| 87                   | Max Walscheid (GER)         | 69è                  |

| UAE Team Emirates UAD | UAE Team Emirates UAD            | UAE Team Emirates UAD |
| --------------------- | -------------------------------- | --------------------- |
| Núm                   | Ciclista                         | Pos                   |
| 91                    | Sebastián Molano Benavides (COL) | 24è                   |
| 92                    | Ivo Oliveira (POR) (ruta)        | 112è                  |
| 94                    | Jonathan Guatibonza (COL)        | DNF                   |
| 95                    | Álvaro Hodeg Chagui (COL)        | 115è                  |
| 96                    | Gibbe Staes (BEL)                | 92è                   |
| 97                    | Michael Vink (NZL)               | DNF                   |

| Lotto Dstny LTD | Lotto Dstny LTD          | Lotto Dstny LTD |
| --------------- | ------------------------ | --------------- |
| Núm             | Ciclista                 | Pos             |
| 101             | Jacopo Guarnieri (ITA)   | 72è             |
| 102             | Joshua Giddings (GBR)    | 70è             |
| 103             | Sébastien Grignard (BEL) | 63è             |
| 104             | Mathijs Paasschens (NED) | 65è             |
| 105             | Liam Slock (BEL)         | 134è            |
| 106             | Lionel Taminiaux (BEL)   | 108è            |
| 107             | Jarne Van De Paar (BEL)  | 14è             |

| Astana Qazaqstan Team AST | Astana Qazaqstan Team AST | Astana Qazaqstan Team AST |
| ------------------------- | ------------------------- | ------------------------- |
| Núm                       | Ciclista                  | Pos                       |
| 111                       | Cees Bol (NED)            | 4t                        |
| 112                       | Yevgeniy Fedorov (KAZ)    | 122è                      |
| 113                       | Ievgueni Guiditx (KAZ)    | 101è                      |
| 114                       | Dmitri Grúzdev (KAZ)      | 87è                       |
| 115                       | Michael Mørkøv (DEN)      | 102è                      |
| 116                       | Rüdiger Selig (GER)       | 45è                       |
| 117                       | Gleb Syrica               | 121è                      |

| Israel-Premier Tech IPT | Israel-Premier Tech IPT     | Israel-Premier Tech IPT |
| ----------------------- | --------------------------- | ----------------------- |
| Núm                     | Ciclista                    | Pos                     |
| 121                     | Hugo Hofstetter (FRA)       | 5è                      |
| 122                     | Itamar Einhorn (ISR) (ruta) | 29è                     |
| 123                     | Oded Kogut (ISR)            | 40è                     |
| 124                     | Riley Pickrell (CAN)        | 20è                     |
| 125                     | Nadav Raisberg (ISR)        | 38è                     |
| 126                     | Kiaan Watts (NZL)           | 58è                     |
| 127                     | Rick Zabel (GER)            | 118è                    |

| Uno-X Mobility UXM | Uno-X Mobility UXM       | Uno-X Mobility UXM |
| ------------------ | ------------------------ | ------------------ |
| Núm                | Ciclista                 | Pos                |
| 131                | Søren Wærenskjold (NOR)  | 6è                 |
| 132                | Louis Bendixen (DEN)     | 129è               |
| 133                | Stian Fredheim (NOR)     | 130è               |
| 134                | Tord Gudmestad (NOR)     | 55è                |
| 135                | Daniel Årnes (NOR)       | 128è               |
| 136                | William Blume Levy (DEN) | 30è                |
| 137                | Rasmus Bøgh Wallin (DEN) | 51è                |

| Bingoal WB BWB | Bingoal WB BWB            | Bingoal WB BWB |
| -------------- | ------------------------- | -------------- |
| Núm            | Ciclista                  | Pos            |
| 141            | Sasha Weemaes (BEL)       | 31è            |
| 142            | Louis Blouwe (BEL)        | 62è            |
| 143            | Luca De Meester (BEL)     | 52è            |
| 144            | Michiel Lambrecht (BEL)   | 47è            |
| 145            | Jens Reynders (BEL)       | 34è            |
| 146            | Aaron Van der Beken (BEL) | 48è            |
| 147            | Jelle Vermoote (BEL)      | 105è           |

| Team Flanders-Baloise TFB | Team Flanders-Baloise TFB | Team Flanders-Baloise TFB |
| ------------------------- | ------------------------- | ------------------------- |
| Núm                       | Ciclista                  | Pos                       |
| 152                       | Toon Clynhens (BEL)       | DNF                       |
| 153                       | Siebe Deweirdt (BEL)      | 100è                      |
| 154                       | Jules Hesters (BEL)       | 136è                      |
| 155                       | Elias Maris (BEL)         | 67è                       |
| 156                       | Ward Vanhoof (BEL)        | 66è                       |
| 157                       | Vincent Van Hemelen (BEL) | 125è                      |

| Q36.5 Pro Cycling Team Q36 | Q36.5 Pro Cycling Team Q36 | Q36.5 Pro Cycling Team Q36 |
| -------------------------- | -------------------------- | -------------------------- |
| Núm                        | Ciclista                   | Pos                        |
| 161                        | Matteo Moschetti (ITA)     | 8è                         |
| 162                        | Joey Rosskopf (USA)        | 68è                        |
| 163                        | Negasi Abreha (ETH)        | 76è                        |
| 164                        | Mirko Bozzola (ITA)        | 74è                        |
| 165                        | Cyrus Monk (AUS)           | 75è                        |
| 166                        | Szymon Sajnok (POL)        | DNF                        |
| 167                        | Rory Townsend (IRL)        | 53è                        |

| TDT-Unibet TDT | TDT-Unibet TDT           | TDT-Unibet TDT |
| -------------- | ------------------------ | -------------- |
| Núm            | Ciclista                 | Pos            |
| 171            | Davide Bomboi (BEL)      | 16è            |
| 172            | Hartthijs de Vries (NED) | 81è            |
| 173            | Owen Geleijn (NED)       | 56è            |
| 174            | Axel Huens (FRA)         | 123è           |
| 175            | Sebastian Nielsen (DEN)  | 117è           |
| 176            | Nicklas Pedersen (DEN)   | 116è           |
| 177            | Abram Stockman (BEL)     | 23è            |

| TotalEnergies TEN | TotalEnergies TEN       | TotalEnergies TEN |
| ----------------- | ----------------------- | ----------------- |
| Núm               | Ciclista                | Pos               |
| 181               | Dries Van Gestel (BEL)  | 15è               |
| 182               | Lucas Boniface (FRA)    | 79è               |
| 183               | Thomas Gachignard (FRA) | 98è               |
| 184               | Sandy Dujardin (FRA)    | 85è               |
| 185               | Anthony Turgis (FRA)    | 80è               |
| 186               | Baptiste Vadic (FRA)    | DNF               |

| Tudor Pro Cycling Team TUD | Tudor Pro Cycling Team TUD | Tudor Pro Cycling Team TUD |
| -------------------------- | -------------------------- | -------------------------- |
| Núm                        | Ciclista                   | Pos                        |
| 191                        | Arvid de Kleijn (NED)      | 13è                        |
| 192                        | Miká Heming (GER)          | 106è                       |
| 193                        | Alexander Krieger (GER)    | 43è                        |
| 194                        | Petr Kelemen (CZE)         | 109è                       |
| 195                        | Juan David Sierra (ITA)    | 133è                       |
| 196                        | Matteo Trentin (ITA)       | 10è                        |
| 197                        | Maikel Zijlaard (NED)      | 41è                        |

| BEAT Cycling Club BCY | BEAT Cycling Club BCY    | BEAT Cycling Club BCY |
| --------------------- | ------------------------ | --------------------- |
| Núm                   | Ciclista                 | Pos                   |
| 201                   | Michiel Coppens (BEL)    | 86è                   |
| 202                   | Bram Dissel (NED)        | 82è                   |
| 203                   | Wessel Krul (NED)        | DNF                   |
| 204                   | Lars Loohuis (NED)       | 61è                   |
| 205                   | Stijn Appel (NED)        | 131è                  |
| 206                   | Tijmen Eising (NED)      | 96è                   |
| 207                   | Jeroen Van Krimpen (NED) | 54è                   |

| Tarteletto-Isorex TIS | Tarteletto-Isorex TIS   | Tarteletto-Isorex TIS |
| --------------------- | ----------------------- | --------------------- |
| Núm                   | Ciclista                | Pos                   |
| 211                   | Timothy Dupont (BEL)    | 12è                   |
| 212                   | Bo Godart (BEL)         | DNF                   |
| 213                   | Jonas Goeman (BEL)      | DNF                   |
| 214                   | Thomas Joseph (BEL)     | 64è                   |
| 215                   | Arne Santy (BEL)        | 49è                   |
| 216                   | Peder Dahl Strand (NOR) | DNF                   |
| 217                   | Mauro Verwilt (BEL)     | 88è                   |

| Alpecin-Deceuninck ADC | Alpecin-Deceuninck ADC  | Alpecin-Deceuninck ADC |
| ---------------------- | ----------------------- | ---------------------- |
| Núm                    | Ciclista                | Pos                    |
| 1                      | Jasper Philipsen (BEL)  | 2n                     |
| 2                      | Simon Dehairs (BEL)     | 27è                    |
| 3                      | Robbe Ghys (BEL)        | 132è                   |
| 4                      | Kaden Groves (AUS)      | 107è                   |
| 5                      | Edward Planckaert (BEL) | 84è                    |
| 6                      | Senne Leysen (BEL)      | 99è                    |
| 7                      | Ramon Sinkeldam (NED)   | 83è                    |

| Soudal Quick-Step SOQ | Soudal Quick-Step SOQ    | Soudal Quick-Step SOQ |
| --------------------- | ------------------------ | --------------------- |
| Núm                   | Ciclista                 | Pos                   |
| 11                    | Tim Merlier (BEL)        | 1r                    |
| 12                    | Gianni Moscon (ITA)      | 44è                   |
| 13                    | Casper Pedersen (DEN)    | 97è                   |
| 14                    | Luke Lamperti (USA)      | 42è                   |
| 15                    | Bert Van Lerberghe (BEL) | 36è                   |
| 16                    | Warre Vangheluwe (BEL)   | 135è                  |
| 17                    | Jordi Warlop (BEL)       | 103è                  |

| Intermarché-Wanty IWA | Intermarché-Wanty IWA                | Intermarché-Wanty IWA |
| --------------------- | ------------------------------------ | --------------------- |
| Núm                   | Ciclista                             | Pos                   |
| 21                    | Gerben Thijssen (BEL)                | DNF                   |
| 22                    | Huub Artz (NED)                      | 22è                   |
| 23                    | Madis Mihkels (EST)                  | 9è                    |
| 24                    | Arne Marit (BEL)                     | DNF                   |
| 25                    | Baptiste Planckaert (BEL)            | 95è                   |
| 26                    | Gijs Van Hoecke (BEL)                | 57è                   |
| 27                    | Roel Daan van Sintmaartensdijk (NED) | 60è                   |

| Arkéa-B&B Hotels ARK | Arkéa-B&B Hotels ARK   | Arkéa-B&B Hotels ARK |
| -------------------- | ---------------------- | -------------------- |
| Núm                  | Ciclista               | Pos                  |
| 31                   | Luca Mozzato (ITA)     | 17è                  |
| 32                   | Jenthe Biermans (BEL)  | 35è                  |
| 33                   | Donavan Grondin (FRA)  | 37è                  |
| 34                   | Lucas Janssen (NED)    | 59è                  |
| 35                   | Daniel McLay (GBR)     | 19è                  |
| 36                   | Florian Sénéchal (FRA) | NP                   |
| 37                   | Miles Scotson (AUS)    | 110è                 |

| Bora-Hansgrohe BOH | Bora-Hansgrohe BOH     | Bora-Hansgrohe BOH |
| ------------------ | ---------------------- | ------------------ |
| Núm                | Ciclista               | Pos                |
| 41                 | Sam Welsford (AUS)     | 7è                 |
| 42                 | Nico Denz (GER)        | 113è               |
| 43                 | Marco Haller (AUT)     | 119è               |
| 44                 | Emil Herzog (GER)      | 137è               |
| 45                 | Filip Maciejuk (POL)   | 89è                |
| 46                 | Ryan Mullen (IRL)      | 114è               |
| 47                 | Danny van Poppel (NED) | 25è                |

| Cofidis COF | Cofidis COF                 | Cofidis COF |
| ----------- | --------------------------- | ----------- |
| Núm         | Ciclista                    | Pos         |
| 51          | Stanisław Aniołkowski (POL) | 28è         |
| 52          | Piet Allegaert (BEL)        | 11è         |
| 53          | Aimé De Gendt (BEL)         | 104è        |
| 55          | Christophe Noppe (BEL)      | 78è         |
| 56          | Alexis Renard (FRA)         | 33è         |
| 57          | Ludovic Robeet (BEL)        | 127è        |

| Lidl-Trek LTK | Lidl-Trek LTK              | Lidl-Trek LTK |
| ------------- | -------------------------- | ------------- |
| Núm           | Ciclista                   | Pos           |
| 61            | Edward Theuns (BEL)        | 21è           |
| 62            | Tim Declercq (BEL)         | 93è           |
| 63            | Jakob Söderqvist (SWE)     | 120è          |
| 64            | Daan Hoole (NED)           | 111è          |
| 65            | Tim Torn Teutenberg (GER)  | 32è           |
| 66            | Mathias Vacek (CZE) (ruta) | 90è           |
| 67            | Otto Vergaerde (BEL)       | 91è           |

| Team dsm-firmenich PostNL DFP | Team dsm-firmenich PostNL DFP | Team dsm-firmenich PostNL DFP |
| ----------------------------- | ----------------------------- | ----------------------------- |
| Núm                           | Ciclista                      | Pos                           |
| 71                            | Casper van Uden (NED)         | 18è                           |
| 72                            | Pavel Bittner (CZE)           | 94è                           |
| 73                            | Benjamin Peatfield (GBR)      | 73è                           |
| 74                            | Niklas Märkl (GER)            | 46è                           |
| 75                            | Tim Naberman (NED)            | 124è                          |
| 76                            | Frank Aron Ragilo (EST)       | 77è                           |
| 77                            | Bram Welten (NED)             | 71è                           |

| Team Jayco AlUla JAY | Team Jayco AlUla JAY        | Team Jayco AlUla JAY |
| -------------------- | --------------------------- | -------------------- |
| Núm                  | Ciclista                    | Pos                  |
| 81                   | Dylan Groenewegen (NED)     | 3r                   |
| 82                   | Amund Grøndahl Jansen (NOR) | DNF                  |
| 83                   | Luka Mezgec (SLO)           | 26è                  |
| 84                   | Kelland O'Brien (AUS)       | 126è                 |
| 85                   | Blake Quick (AUS)           | 39è                  |
| 86                   | Elmar Reinders (NED)        | 50è                  |
| 87                   | Max Walscheid (GER)         | 69è                  |

| UAE Team Emirates UAD | UAE Team Emirates UAD            | UAE Team Emirates UAD |
| --------------------- | -------------------------------- | --------------------- |
| Núm                   | Ciclista                         | Pos                   |
| 91                    | Sebastián Molano Benavides (COL) | 24è                   |
| 92                    | Ivo Oliveira (POR) (ruta)        | 112è                  |
| 94                    | Jonathan Guatibonza (COL)        | DNF                   |
| 95                    | Álvaro Hodeg Chagui (COL)        | 115è                  |
| 96                    | Gibbe Staes (BEL)                | 92è                   |
| 97                    | Michael Vink (NZL)               | DNF                   |

| Lotto Dstny LTD | Lotto Dstny LTD          | Lotto Dstny LTD |
| --------------- | ------------------------ | --------------- |
| Núm             | Ciclista                 | Pos             |
| 101             | Jacopo Guarnieri (ITA)   | 72è             |
| 102             | Joshua Giddings (GBR)    | 70è             |
| 103             | Sébastien Grignard (BEL) | 63è             |
| 104             | Mathijs Paasschens (NED) | 65è             |
| 105             | Liam Slock (BEL)         | 134è            |
| 106             | Lionel Taminiaux (BEL)   | 108è            |
| 107             | Jarne Van De Paar (BEL)  | 14è             |

| Astana Qazaqstan Team AST | Astana Qazaqstan Team AST | Astana Qazaqstan Team AST |
| ------------------------- | ------------------------- | ------------------------- |
| Núm                       | Ciclista                  | Pos                       |
| 111                       | Cees Bol (NED)            | 4t                        |
| 112                       | Yevgeniy Fedorov (KAZ)    | 122è                      |
| 113                       | Ievgueni Guiditx (KAZ)    | 101è                      |
| 114                       | Dmitri Grúzdev (KAZ)      | 87è                       |
| 115                       | Michael Mørkøv (DEN)      | 102è                      |
| 116                       | Rüdiger Selig (GER)       | 45è                       |
| 117                       | Gleb Syrica               | 121è                      |

| Israel-Premier Tech IPT | Israel-Premier Tech IPT     | Israel-Premier Tech IPT |
| ----------------------- | --------------------------- | ----------------------- |
| Núm                     | Ciclista                    | Pos                     |
| 121                     | Hugo Hofstetter (FRA)       | 5è                      |
| 122                     | Itamar Einhorn (ISR) (ruta) | 29è                     |
| 123                     | Oded Kogut (ISR)            | 40è                     |
| 124                     | Riley Pickrell (CAN)        | 20è                     |
| 125                     | Nadav Raisberg (ISR)        | 38è                     |
| 126                     | Kiaan Watts (NZL)           | 58è                     |
| 127                     | Rick Zabel (GER)            | 118è                    |

| Uno-X Mobility UXM | Uno-X Mobility UXM       | Uno-X Mobility UXM |
| ------------------ | ------------------------ | ------------------ |
| Núm                | Ciclista                 | Pos                |
| 131                | Søren Wærenskjold (NOR)  | 6è                 |
| 132                | Louis Bendixen (DEN)     | 129è               |
| 133                | Stian Fredheim (NOR)     | 130è               |
| 134                | Tord Gudmestad (NOR)     | 55è                |
| 135                | Daniel Årnes (NOR)       | 128è               |
| 136                | William Blume Levy (DEN) | 30è                |
| 137                | Rasmus Bøgh Wallin (DEN) | 51è                |

| Bingoal WB BWB | Bingoal WB BWB            | Bingoal WB BWB |
| -------------- | ------------------------- | -------------- |
| Núm            | Ciclista                  | Pos            |
| 141            | Sasha Weemaes (BEL)       | 31è            |
| 142            | Louis Blouwe (BEL)        | 62è            |
| 143            | Luca De Meester (BEL)     | 52è            |
| 144            | Michiel Lambrecht (BEL)   | 47è            |
| 145            | Jens Reynders (BEL)       | 34è            |
| 146            | Aaron Van der Beken (BEL) | 48è            |
| 147            | Jelle Vermoote (BEL)      | 105è           |

| Team Flanders-Baloise TFB | Team Flanders-Baloise TFB | Team Flanders-Baloise TFB |
| ------------------------- | ------------------------- | ------------------------- |
| Núm                       | Ciclista                  | Pos                       |
| 152                       | Toon Clynhens (BEL)       | DNF                       |
| 153                       | Siebe Deweirdt (BEL)      | 100è                      |
| 154                       | Jules Hesters (BEL)       | 136è                      |
| 155                       | Elias Maris (BEL)         | 67è                       |
| 156                       | Ward Vanhoof (BEL)        | 66è                       |
| 157                       | Vincent Van Hemelen (BEL) | 125è                      |

| Q36.5 Pro Cycling Team Q36 | Q36.5 Pro Cycling Team Q36 | Q36.5 Pro Cycling Team Q36 |
| -------------------------- | -------------------------- | -------------------------- |
| Núm                        | Ciclista                   | Pos                        |
| 161                        | Matteo Moschetti (ITA)     | 8è                         |
| 162                        | Joey Rosskopf (USA)        | 68è                        |
| 163                        | Negasi Abreha (ETH)        | 76è                        |
| 164                        | Mirko Bozzola (ITA)        | 74è                        |
| 165                        | Cyrus Monk (AUS)           | 75è                        |
| 166                        | Szymon Sajnok (POL)        | DNF                        |
| 167                        | Rory Townsend (IRL)        | 53è                        |

| TDT-Unibet TDT | TDT-Unibet TDT           | TDT-Unibet TDT |
| -------------- | ------------------------ | -------------- |
| Núm            | Ciclista                 | Pos            |
| 171            | Davide Bomboi (BEL)      | 16è            |
| 172            | Hartthijs de Vries (NED) | 81è            |
| 173            | Owen Geleijn (NED)       | 56è            |
| 174            | Axel Huens (FRA)         | 123è           |
| 175            | Sebastian Nielsen (DEN)  | 117è           |
| 176            | Nicklas Pedersen (DEN)   | 116è           |
| 177            | Abram Stockman (BEL)     | 23è            |

| TotalEnergies TEN | TotalEnergies TEN       | TotalEnergies TEN |
| ----------------- | ----------------------- | ----------------- |
| Núm               | Ciclista                | Pos               |
| 181               | Dries Van Gestel (BEL)  | 15è               |
| 182               | Lucas Boniface (FRA)    | 79è               |
| 183               | Thomas Gachignard (FRA) | 98è               |
| 184               | Sandy Dujardin (FRA)    | 85è               |
| 185               | Anthony Turgis (FRA)    | 80è               |
| 186               | Baptiste Vadic (FRA)    | DNF               |

| Tudor Pro Cycling Team TUD | Tudor Pro Cycling Team TUD | Tudor Pro Cycling Team TUD |
| -------------------------- | -------------------------- | -------------------------- |
| Núm                        | Ciclista                   | Pos                        |
| 191                        | Arvid de Kleijn (NED)      | 13è                        |
| 192                        | Miká Heming (GER)          | 106è                       |
| 193                        | Alexander Krieger (GER)    | 43è                        |
| 194                        | Petr Kelemen (CZE)         | 109è                       |
| 195                        | Juan David Sierra (ITA)    | 133è                       |
| 196                        | Matteo Trentin (ITA)       | 10è                        |
| 197                        | Maikel Zijlaard (NED)      | 41è                        |

| BEAT Cycling Club BCY | BEAT Cycling Club BCY    | BEAT Cycling Club BCY |
| --------------------- | ------------------------ | --------------------- |
| Núm                   | Ciclista                 | Pos                   |
| 201                   | Michiel Coppens (BEL)    | 86è                   |
| 202                   | Bram Dissel (NED)        | 82è                   |
| 203                   | Wessel Krul (NED)        | DNF                   |
| 204                   | Lars Loohuis (NED)       | 61è                   |
| 205                   | Stijn Appel (NED)        | 131è                  |
| 206                   | Tijmen Eising (NED)      | 96è                   |
| 207                   | Jeroen Van Krimpen (NED) | 54è                   |

| Tarteletto-Isorex TIS | Tarteletto-Isorex TIS   | Tarteletto-Isorex TIS |
| --------------------- | ----------------------- | --------------------- |
| Núm                   | Ciclista                | Pos                   |
| 211                   | Timothy Dupont (BEL)    | 12è                   |
| 212                   | Bo Godart (BEL)         | DNF                   |
| 213                   | Jonas Goeman (BEL)      | DNF                   |
| 214                   | Thomas Joseph (BEL)     | 64è                   |
| 215                   | Arne Santy (BEL)        | 49è                   |
| 216                   | Peder Dahl Strand (NOR) | DNF                   |
| 217                   | Mauro Verwilt (BEL)     | 88è                   |